# Nhiệm kỳ tổng thống của Joe Biden
Nhiệm kỳ tổng thống của Joe Biden bắt đầu vào buổi trưa theo giờ EST (17:00 giờ UTC) ngày 20 tháng 1 năm 2021 và đã kết thúc vào buổi trưa theo giờ EST (17:00 giờ UTC) ngày 20 tháng 1 năm 2025. Biden, một đảng viên Đảng Dân chủ gốc ở Delaware, đã nhậm chức sau chiến thắng của ông ở Đại cử tri đoàn trong cuộc bầu cử tổng thống năm 2020 trước đối thủ chính và người tiền nhiệm Donald Trump. Ông nhậm chức cùng với Phó Tổng thống Kamala Harris, người phụ nữ đầu tiên, người Mỹ gốc Phi đầu tiên và người Mỹ gốc Á đầu tiên giữ chức vụ này. Biden nhậm chức trong bối cảnh đại dịch COVID-19, khủng hoảng kinh tế và sự phân cực chính trị gia tăng.
Vào ngày đầu tiên của nhiệm kỳ tổng thống, Biden đã nỗ lực khôi phục chính sách năng lượng của Tổng thống Trump bằng cách khôi phục sự tham gia của Hoa Kỳ vào Thỏa thuận Paris và thu hồi giấy phép cho đường ống Keystone XL. Ông cũng tạm dừng tài trợ cho bức tường biên giới của Trump, một sự mở rộng của bức tường biên giới Mexico. Vào ngày thứ hai của mình, ông đã ban hành một loạt lệnh hành pháp để giảm tác động của COVID-19, bao gồm cả việc viện dẫn Đạo luật Sản xuất Quốc phòng năm 1950, và đặt mục tiêu sớm đạt được một trăm triệu lượt tiêm chủng COVID-19 ở Hoa Kỳ trong 100 ngày đầu tiên nhậm chức.
Trong thời gian đầu nhiệm kỳ tổng thống của mình, Biden đã ra lệnh không kích trả đũa vào các tòa nhà của Syria được dân quân Iran sử dụng để thực hiện các cuộc tấn công bằng tên lửa nhằm vào các mục tiêu của Mỹ ở Iraq. Vào ngày 11 tháng 3 năm 2021, ông đã ký dự luật lớn đầu tiên của mình thành luật — Đạo luật Kế hoạch Giải cứu Hoa Kỳ năm 2021 — một dự luật kích thích trị giá 1,9 nghìn tỷ đô la. Ông cũng đã đề xuất các khoản đầu tư được gọi là Kế hoạch Xây dựng lại Tốt hơn, bao gồm tăng cường tài trợ cho cơ sở hạ tầng, sản xuất, nghiên cứu và phát triển, giảm thiểu biến đổi khí hậu và mở rộng Mạng lưới An toàn Xã hội.

## Bầu cử Tổng thống năm 2020

Kết quả bầu cử năm 2020

Biden thông báo rằng ông sẽ tranh cử tổng thống vào tháng 4 năm 2019, qua một đoạn video và sau hai chiến dịch tranh cử tổng thống không thành công vào năm 1988 và 2008.
Vào ngày 7 tháng 11, bốn ngày sau Ngày bầu cử, Biden được dự đoán sẽ đánh bại tổng thống đương nhiệm Donald Trump, trở thành tổng thống đắc cử của Hoa Kỳ với tổng số 306 538 phiếu đại cử tri và 81,268,924 phiếu phổ thông so với 74,216,154 phiếu bầu cho Trump. Ngay sau đó, chiến dịch tranh cử của Trump đã khởi động một số vụ kiện chống lại kết quả này ở các bang chiến trường như Pennsylvania, Arizona, Georgia, Wisconsin, Nevada và Michigan, đưa ra những tuyên bố không có bằng chứng về hành vi gian lận cử tri phổ biến và sau đó đã bị một số tòa án bác bỏ.

## Giai đoạn chuyển giao và lễ nhậm chức

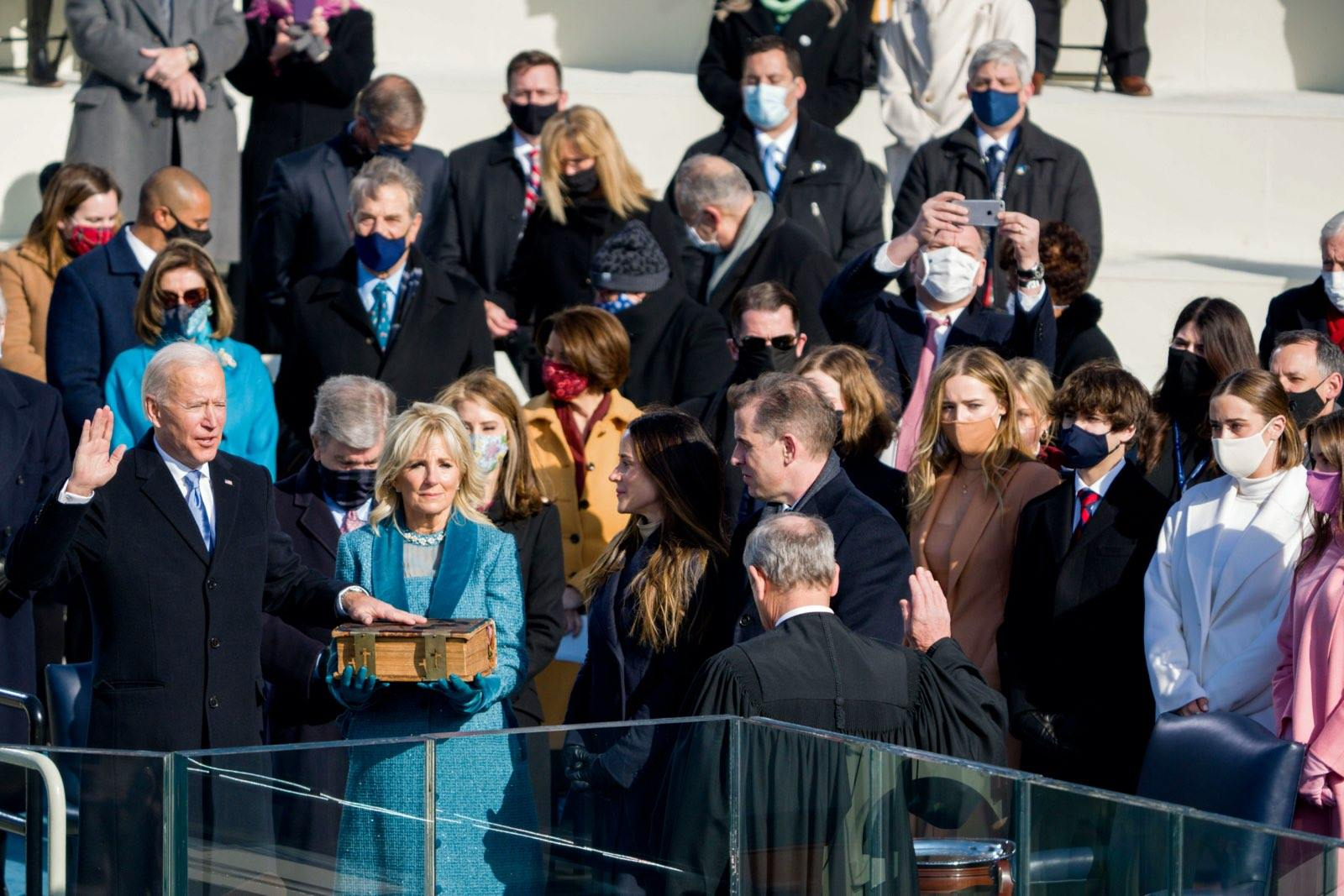
Lễ tuyên thệ nhậm chức

Mặc dù Biden thường được thừa nhận là người chiến thắng, đứng đầu Cơ quan Quản lý Dịch vụ Tổng hợp Emily W. Murphy ban đầu từ chối bắt đầu việc chuyển giao quyền lực sang tổng thống đắc cử, do đó từ chối cấp vốn và không gian văn phòng cho nhóm của Biden. Vào ngày 23 tháng 11, sau khi Michigan chứng nhận kết quả bầu cử, Murphy đã ban hành thư xác nhận, cấp cho nhóm chuyển đổi Biden quyền truy cập vào các quỹ và nguồn lực liên bang để chuyển đổi có trật tự.
Hai ngày sau khi trở thành người chiến thắng dự kiến trong cuộc bầu cử năm 2020, Biden tuyên bố thành lập một đội đặc nhiệm để tư vấn cho mình về đại dịch COVID-19 trong quá trình chuyển đổi, do cựu Tổng Y sĩ Đại tướng Vivek Murthy, cựu ủy viên FDA David A. Kessler đồng chủ trì. , và Marcella Nunez-Smith của Đại học Yale.
Ngày 11 tháng 11 năm 2020, Biden chọn Ron Klain (Chánh văn phòng của Biden khi ông còn là Phó Tổng thống) làm Chánh văn phòng Nhà Trắng của mình.
Vào ngày 17 tháng 11 năm 2020, Biden thông báo rằng ông đã chọn Mike Donilon làm cố vấn cấp cao và Steve Ricchetti làm cố vấn. Jennifer O'Malley Dillon, người từng là giám đốc chiến dịch cho chiến dịch tranh cử tổng thống thành công của Biden, được bổ nhiệm làm phó tổng tham mưu trưởng. Tổng thống đắc cử Biden đã lên kế hoạch công bố những người được đề cử đầu tiên vào Nội các trước Lễ Tạ ơn năm 2020. Vào ngày 22 tháng 11 năm 2020, một số hãng tin đưa tin rằng Biden đã chọn Antony Blinken làm ngoại trưởng, Linda Thomas-Greenfield làm đại sứ tại Liên Hợp Quốc và Jake Sullivan làm cố vấn an ninh quốc gia.
Vào ngày 23 tháng 11 năm 2020, Biden chọn John Kerry làm đặc phái viên về biến đổi khí hậu, Alejandro Mayorkas làm Bộ trưởng An ninh Nội địa và Avril Haines làm Giám đốc Tình báo Quốc gia. Trong suốt tháng 12 và tháng 1, Biden tiếp tục chọn các thành viên nội các của mình, chẳng hạn như Marty Walsh, cựu thị trưởng Boston làm Bộ trưởng Lao động.
Vào ngày 5 tháng 1 năm 2021, Đảng Dân chủ đã giành được quyền kiểm soát Thượng viện Hoa Kỳ, có hiệu lực từ ngày 20 tháng 1, do chiến thắng bầu cử ở Georgia của Jon Ossoff trong một cuộc bầu cử bỏ phiếu cho nhiệm kỳ 6 năm và Raphael Warnock trong một cuộc bầu cử đặc biệt. trong thời hạn hai năm. Tổng thống đắc cử Biden đã ủng hộ và vận động cho cả hai ứng cử viên trước cuộc bầu cử nước ngoài vào ngày 5 tháng 1.
Vào ngày 6 tháng 1, một đám đông gồm hàng nghìn người ủng hộ Trump đã xông vào Điện Capitol với hy vọng lật ngược cuộc bầu cử của Biden, buộc Quốc hội phải sơ tán trong quá trình kiểm phiếu của các Cử tri đoàn. Hơn 26.000 thành viên Vệ binh Quốc gia đã được triển khai đến thủ đô để dự lễ khánh thành, còn hàng nghìn thành viên sẽ được triển khai sau.

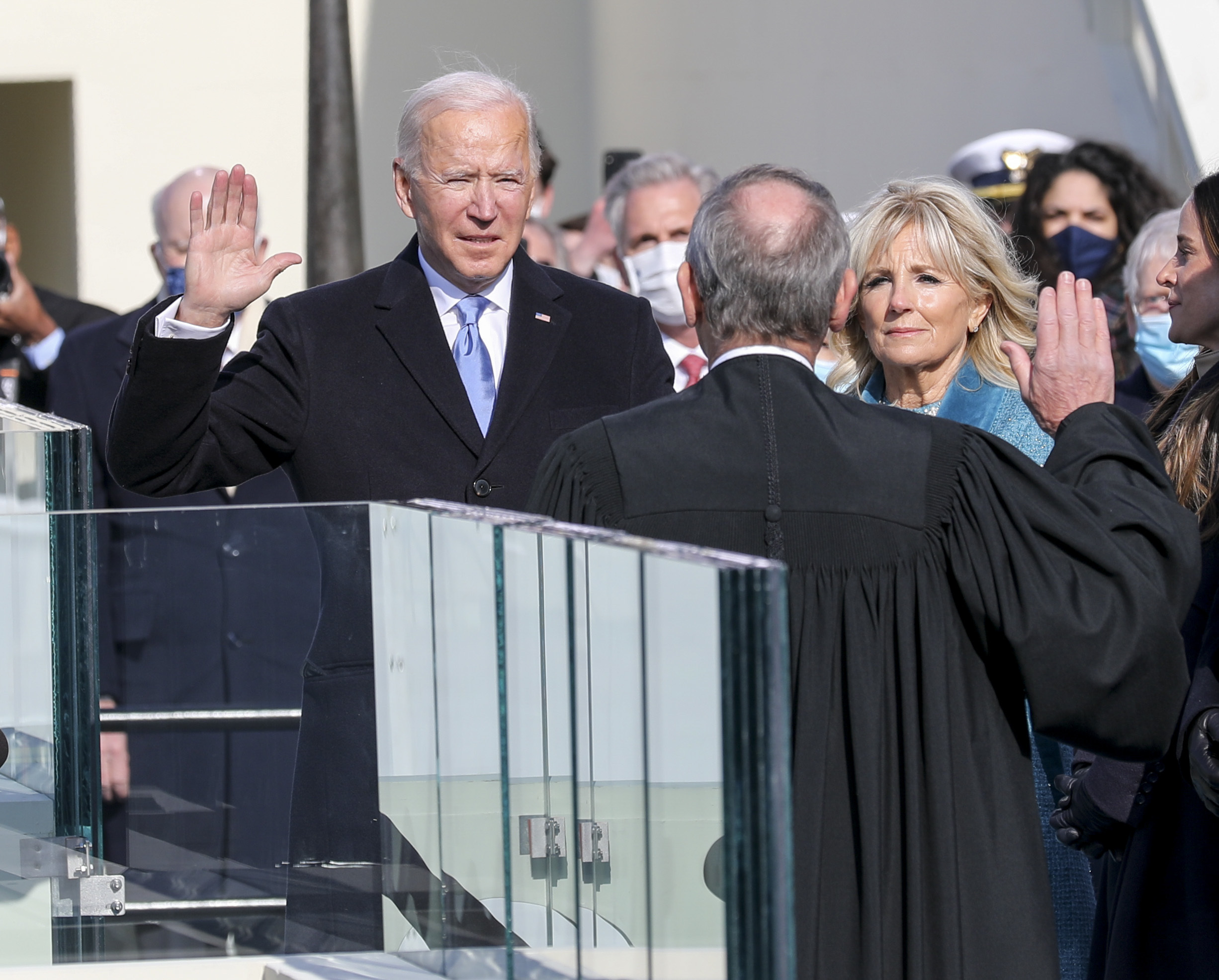
Chánh án John Roberts điều hành lễ tuyên thệ nhậm chức tổng thống cho Biden tại Điện Capitol, ngày 20 tháng 1 năm 2021.

Vào ngày 20 tháng 1 năm 2021, Joe Biden đã được Chánh án Hoa Kỳ John Roberts tuyên thệ nhậm chức tổng thống thứ 46 của Hoa Kỳ, hoàn thành lời tuyên thệ nhậm chức lúc 11:49 AM EST, 11 phút trước khi bắt đầu nhiệm kỳ theo luật định của ông.
Trong khi thực hiện lễ tuyên thệ nhậm chức cho hàng trăm quan chức Nhà Trắng thông qua hội nghị truyền hình, Biden kêu gọi sự lịch sự hơn trong chính trị, nói: "Nếu bạn từng làm việc với tôi và tôi nghe thấy bạn đối xử thiếu tôn trọng với đồng nghiệp khác, hãy nói chuyện với ai đó, tôi hứa. bạn Tôi sẽ sa thải bạn ngay tại chỗ... Không có chuyện nếu hay nhưng. "

## Chính sách đối nội

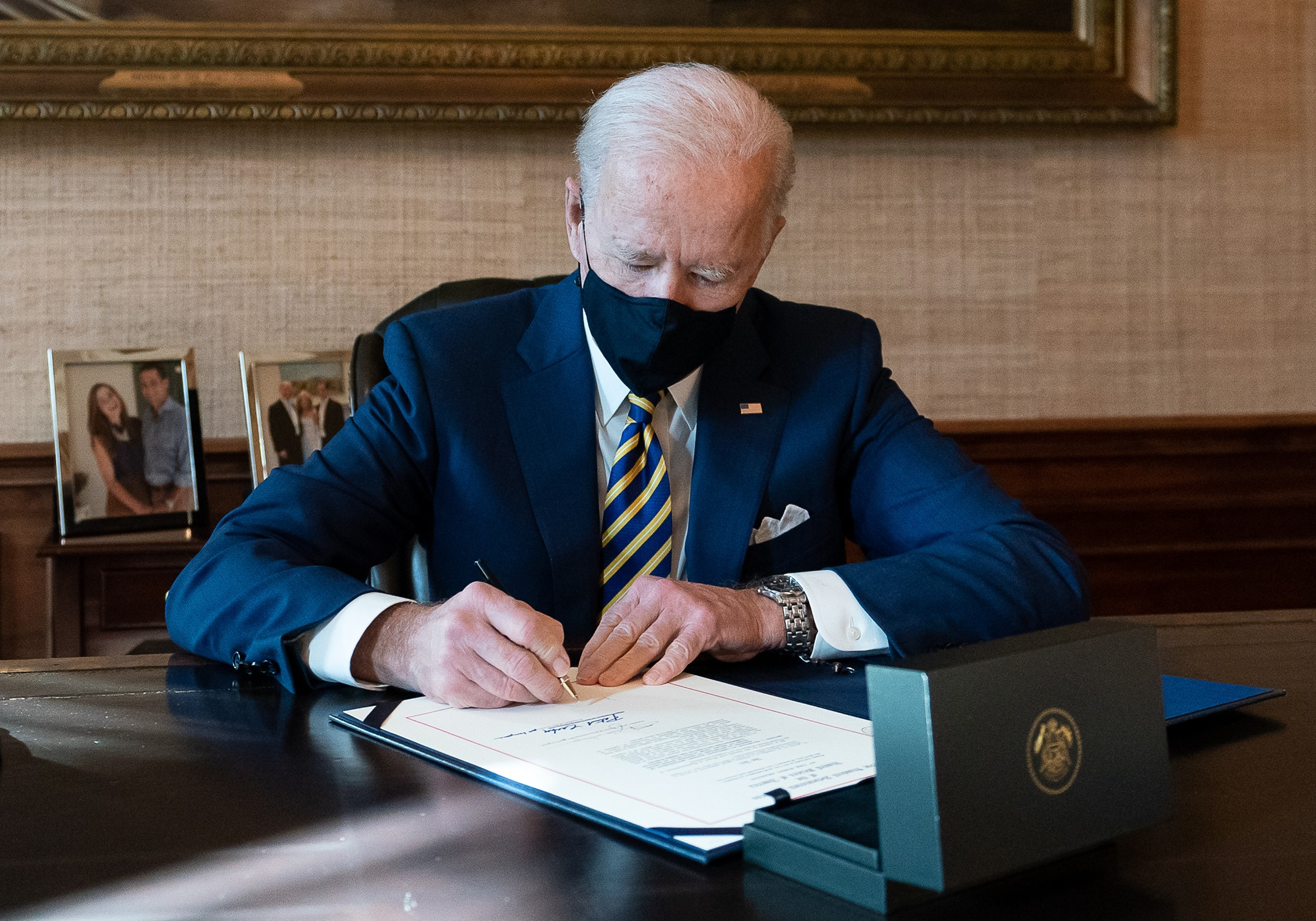
Biden ký dự luật đầu tiên kể từ khi trở thành Tổng thống, HR 335

Vào ngày 22 tháng 1 năm 2021, Biden đã ký dự luật đầu tiên. Biden đã đưa dự luật HR 335 thành luật cung cấp một ngoại lệ đối với hạn chế bổ nhiệm Bộ trưởng Quốc phòng, người đã hoạt động trong các lực lượng vũ trang trong vòng bảy năm qua. Việc ký kết HR 335 giúp Gen. Lloyd Austin giữ chức Bộ trưởng Quốc phòng của Biden. Austin đã được cả Thượng viện và Hạ viện xác nhận cùng ngày hôm đó, khiến Austin trở thành Bộ trưởng Quốc phòng người Mỹ gốc Phi đầu tiên.

### Chính sách đối với đại dịch COVID-19

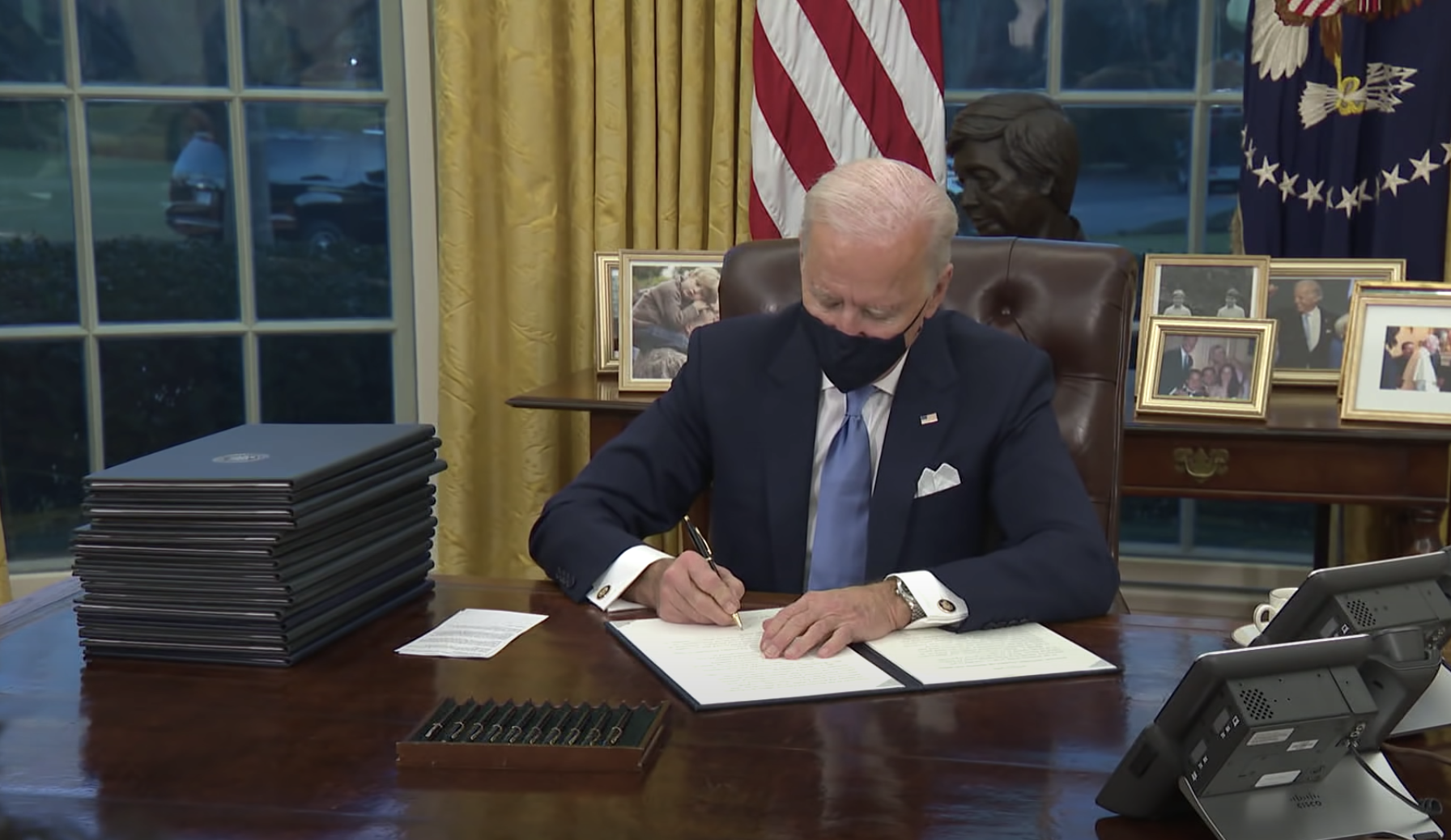
Tổng thống Biden ký các mệnh lệnh hành pháp trong Phòng Bầu dục sau khi ông nhậm chức tổng thống.

Vào ngày 20 tháng 1 năm 2021, ngày đầu tiên làm tổng thống, Biden đã thực hiện nhiệm vụ đeo khấu trang liên bang, yêu cầu sử dụng khẩu trang và tránh xa xã hội trong tất cả các tòa nhà liên bang, trên các vùng đất của liên bang và bởi các nhân viên và nhà thầu liên bang. Biden cũng đã ký một lệnh hành pháp ngăn chặn việc Hoa Kỳ rút khỏi WHO, đưa Tiến sĩ Anthony Fauci trở thành trưởng phái đoàn của WHO. Vào ngày 21 tháng 1, chính quyền đã công bố một tài liệu 200 trang có tiêu đề "Chiến lược Quốc gia về Ứng phó với COVID-19 và Chuẩn bị sẵn sàng cho Đại dịch." Trong ngày thứ hai tại nhiệm, ngày 21 tháng 1 năm 2021, Biden ban hành Đạo luật Sản xuất Quốc phòng, cho phép Tổng thống chỉ đạo sản xuất các mặt hàng quan trọng, đảm bảo sự sẵn sàng có lọ thủy tinh và ống tiêm ở cấp liên bang. Để biện minh cho việc sử dụng hành động của mình, Biden nói, "Và khi tôi nói thời chiến, mọi người nhìn tôi như 'thời chiến?' Như tôi đã nói đêm qua, 400.000 người Mỹ đã chết. Đó là nhiều hơn những người đã chết trong Thế chiến thứ hai. 400.000. Đây là một công việc thời chiến. " Vào ngày 21 tháng 1 năm 2021, Biden đã ký 10 lệnh điều hành liên quan đến đại dịch COVID-19. Để đạt được mục tiêu tiêm chủng 100 triệu mũi trong 100 ngày đầu cầm quyền, Biden đã ký một lệnh điều hành về việc tăng cường cung cấp các thiết bị tiêm chủng, xét nghiệm và bảo vệ cá nhân. Biden đã ký một lệnh điều hành khác thúc đẩy phát triển liệu pháp điều trị COVID-19, và hai lệnh điều hành khác thành lập Ban Kiểm tra Đại dịch Quốc gia, được thực hiện để cải thiện năng lực xét nghiệm coronavirus của Hoa Kỳ và Lực lượng Đặc nhiệm Công bằng Y tế COVID-19 để đảm bảo một đại dịch "công bằng" phản hồi và phục hồi. Biden cũng đã ký một lệnh vào ngày 21 tháng 1 năm 2021, hướng dẫn FEMA bồi hoàn toàn bộ chi phí sử dụng nhân viên Vệ binh Quốc gia và các vật dụng khẩn cấp như Thiết bị Bảo vệ Cá nhân trong trường học.

### Chính sách kinh tế
Tổng thống Biden đã thừa hưởng một nền kinh tế vào tháng 1 năm 2021 ở mức thấp kỷ lục do nhiều biện pháp chính, chẳng hạn như tỷ lệ thất nghiệp và nợ công ngày càng tăng.
Vào ngày 22 tháng 1 năm 2021, Biden đã ký một lệnh hành pháp xóa bỏ lịch trình F, đảo ngược một số chính sách của Trump hạn chế quyền thương lượng tập thể của các công đoàn liên bang. Lệnh hành pháp của Biden cũng thúc đẩy mức lương tối thiểu 15 đô la cho người lao động liên bang và bãi bỏ ba lệnh hành pháp do Trump ký, khiến quy trình kỷ luật nhân viên trở nên nghiêm ngặt hơn và hạn chế quyền tiếp cận văn phòng của đại diện công đoàn. Cùng với việc thúc đẩy mức lương tối thiểu 15 đô la, lệnh điều hành của Biden làm tăng 15% số tiền dành cho các gia đình trẻ em bị thiếu bữa ăn do trường học đóng cửa do đại dịch. Việc bãi bỏ ba lệnh hành pháp của Trump được đưa ra vì các lệnh này được sử dụng để thuyên chuyển công chức và các nhà khoa học nghề nghiệp và thay thế họ bằng những nhân viên thân thiện với chính quyền Trump.

### Kế hoạch giải cứu người mỹ
Vào ngày 14 tháng 1 năm 2021, Biden tiết lộ chiến lược đối phó COVID-19 trị giá 1,9 nghìn tỷ đô la. Kế hoạch này bao gồm viện trợ trực tiếp trị giá 1 nghìn tỷ đô la, bao gồm 1.400 đô la chi phiếu mỗi người cho những người Mỹ đang làm việc, và sẽ cung cấp hỗ trợ trực tiếp về nhà ở và dinh dưỡng, mở rộng khả năng tiếp cận dịch vụ chăm sóc trẻ em an toàn và đáng tin cậy và chăm sóc sức khỏe giá cả phải chăng, tăng mức lương tối thiểu, mở rộng bảo hiểm thất nghiệp và tăng cường khẩn cấp cho các gia đình có trẻ em và công nhân không có con trong năm nay. Nó cũng sẽ mở rộng tính đủ điều kiện của các séc này cho những người lớn phụ thuộc đã bị loại khỏi các đợt cứu trợ trước đó. Kế hoạch cũng bao gồm 440 tỷ đô la hỗ trợ cộng đồng, cung cấp 350 tỷ đô la hỗ trợ cộng đồng cho những người phản ứng đầu tiên trong khi phần còn lại dành cho các khoản tài trợ cho các doanh nghiệp nhỏ và các cơ quan vận tải; 400 tỷ đô la cho kế hoạch tiêm chủng quốc gia và mở cửa lại trường học; và 10 tỷ đô la cho công nghệ thông tin, hiện đại hóa cơ sở hạ tầng an ninh mạng liên bang. Trong cuộc họp báo đầu tiên, Jen Psaki, thư ký báo chí của Cơ quan quản lý Biden, nói rằng kế hoạch có thể sẽ thay đổi.
Kế hoạch nói rằng Đạo luật Sản xuất Quốc phòng sẽ được sử dụng để bảo vệ việc sản xuất nhiều nguồn cung cấp cho đại dịch ở Mỹ Việc ban hành Đạo luật Sản xuất Quốc phòng sẽ cho phép Tổng thống Biden chỉ đạo sản xuất các mặt hàng quan trọng, đảm bảo sự sẵn có của lọ thủy tinh, ống tiêm, và các nguồn cung cấp khác. Kế hoạch cho phép các đối tác của các bang thành lập các trung tâm vắc xin tại các sân vận động, trung tâm hội nghị và hiệu thuốc. Trong kế hoạch, chính phủ liên bang sẽ xác định các cộng đồng bị ảnh hưởng nặng nề nhất bởi COVID-19, và đảm bảo rằng vắc-xin không đến được với họ với tốc độ không công bằng. Ngoài ra, kế hoạch sẽ khởi động một chiến dịch quốc gia để giáo dục người Mỹ về vắc-xin và COVID-19, nhắm vào các thông tin sai lệch liên quan đến đại dịch. Vắc xin cũng sẽ được cung cấp miễn phí cho mọi công dân bất kể tình trạng nhập cư trong kế hoạch. Cũng trong kế hoạch của Biden, ông sẽ ban hành một chiến lược thử nghiệm quốc gia nhằm giảm thiểu sự lây lan của COVID-19 bằng cách tăng năng lực phòng thí nghiệm và mở rộng thử nghiệm. Kế hoạch cũng sẽ tạo ra một chương trình mới phát triển các phương pháp điều trị mới cho COVID-19.

### Chính sách nhập cư
Vào ngày 20 tháng 1 năm 2021, Biden tạm dừng việc xây dựng bức tường biên giới Trump, chấm dứt tình trạng khẩn cấp quốc gia do chính quyền Trump tuyên bố vào tháng 2 năm 2018. Biden đã chấm dứt lệnh cấm đi lại do Donald Trump áp đặt đối với các quốc gia chủ yếu là người Hồi giáo vào tháng 1 năm 2017. Biden cũng tái khẳng định các biện pháp bảo vệ đối với những người nhận DACA. Vào ngày 20 tháng 1 năm 2021, Biden đã gửi một bản ghi nhớ cho Bộ Ngoại giao về việc khôi phục Khởi hành hoãn lại (DED) cho người Liberia. Vào ngày 21 tháng 1 năm 2021, Biden đề xuất một dự luật, nếu được thông qua, sẽ thay thế từ "người nước ngoài" bằng "không phải công dân" trong luật nhập cư Hoa Kỳ.

### Chính sách môi trường
Vào ngày 20 tháng 1 năm 2021, Biden đã ký một lệnh hành pháp tái gia nhập Hiệp định Paris của Hoa Kỳ. Với việc Hoa Kỳ tham gia lại hiệp định, các quốc gia chịu trách nhiệm về 2/3 lượng khí thải gây hiệu ứng nhà kính toàn cầu sẽ cam kết trở thành trung hòa carbon, trong khi không có Hoa Kỳ thì chỉ là một nửa.
Cùng ngày, Biden cũng hủy bỏ việc xây dựng Đường ống Keystone XL, một phần mở rộng của Đường ống Keystone, bằng cách ký một lệnh điều hành. Đường ống này đã bị chỉ trích nặng nề bởi các nhà hoạt động và nhóm người Mỹ bản địa và môi trường. Theo kết quả của lệnh hành pháp, TC Energy đã buộc phải loại bỏ hơn 1.000 công việc xây dựng ở cả Canada và Hoa Kỳ. Lệnh này cũng chỉ đạo các cơ quan rà soát và đảo ngược hơn 100 hành động của Tổng thống Donald Trump về môi trường.

## Chính sách đối ngoại

### Bắc Mỹ

#### Canada
Cuộc điện đàm với nhà lãnh đạo nước ngoài đầu tiên của Biden là với Thủ tướng Justin Trudeau vào ngày 22 tháng 1 năm 2021. Cuộc gọi diễn ra sau khi Biden thông báo về việc hủy bỏ đường ống Keystone, Thủ tướng bày tỏ sự thất vọng, mặc dù hiểu rằng Biden đã thực hiện lời hứa tranh cử. Biden thừa nhận rằng quyết định này sẽ gây khó khăn cho Canada. Các vấn đề được thảo luận bao gồm đại dịch COVID-19 và phục hồi kinh tế trong đó, biến đổi khí hậu và các vấn đề môi trường, NATO, các vấn đề bản địa và các mối quan hệ quốc tế khác. Trong cuộc họp báo đầu tiên của mình, Thư ký Nhà Trắng Psaki lưu ý tập trung vào các mối quan hệ đối ngoại sẽ là với bạn bè và đồng minh của Hoa Kỳ, nói rằng."Tôi cho rằng các cuộc gọi đầu tiên của ông ấy sẽ là gọi cho các đối tác và đồng minh. Ông ấy cảm thấy việc xây dựng lại những mối quan hệ đó là quan trọng. "

### Trung Đông
Biden là người đề xuất chiến lược "chống khủng bố cộng thêm" của mình ở Trung Đông mà theo ông là sẽ chấm dứt các chính sách chống khủng bố phân biệt đối xử trước đây ở Trung Đông bằng cách "tạo một cuộc đối thoại với các nhà lãnh đạo cộng đồng người Mỹ Ả Rập về các vấn đề giám sát, trị an và chống khủng bố, trong song song với các cộng đồng khác trong lịch sử bị ảnh hưởng bởi các mối quan hệ được chứng khoán hóa với chính phủ Hoa Kỳ. " Biden đã nói với Hội đồng Quan hệ Đối ngoại rằng chính sách đối ngoại của ông ta sẽ tiêu diệt al-Qaeda và ISIL, đảm bảo tàn dư của chúng sẽ không tự tái tạo. Biden cũng đã nói rằng với tư cách là tổng thống, ông sẽ tăng cường tiếp nhận người tị nạn.

#### Đông Địa Trung Hải
Antony Blinken chỉ ra sự quan tâm của Mỹ đối với mối quan hệ bền chặt giữa mình, Hy Lạp, Israel và Síp, trước câu hỏi của Chủ tịch Ủy ban Đối ngoại Thượng viện Bob Menendez về Đạo luật Đối tác An ninh và Năng lượng Đông Địa Trung Hải.
Hơn nữa ông cũng tuyên bố rằng "chúng tôi rất rõ ràng" về các vấn đề đặt ra bởi một Thổ Nhĩ Kỳ bành trướng, vốn "không hành động như một đồng minh", Blinken cho biết rằng ông sẽ xem xét trừng phạt chính phủ của Erdogan.

#### Israel
Biden là người ủng hộ vững chắc cho Israel, tự gọi mình là người theo chủ nghĩa Phục quốc. Về viện trợ nước ngoài của Hoa Kỳ, Biden đã nói rằng viện trợ cho Israel "là khoản đầu tư 3 tỷ USD tốt nhất mà chúng tôi thực hiện." Ông đã nói rằng ông ủng hộ một giải pháp hai nhà nước cho cuộc xung đột giữa Israel và Palestine. Biden cũng nói rằng ông không ủng hộ việc Israel mua lại lãnh thổ ở Bờ Tây và Gaza. Trong phiên điều trần xác nhận tại Thượng viện của mình, Ngoại trưởng Thượng viện Antony Blinken nói rằng chính quyền Biden sẽ tiếp tục công nhận Jerusalem là thủ đô của Israel và giữ đại sứ quán Hoa Kỳ tại Israel, phù hợp với Đạo luật Đại sứ quán Jerusalem năm 1995, được thông qua bởi một đại đa số lưỡng đảng.

#### Afghanistan
Công tác rút quân đội Mỹ khỏi Afghanistan của chính quyền Trump sẽ được tiếp tục.

#### Yemen
Trong phiên điều trần xác nhận trước Thượng viện, Blinken nói rằng chính quyền Biden sẽ chấm dứt ủng hộ việc Ả Rập Xê-út ném bom Houthis. Ông cũng cho biết sẽ xem xét lại việc Houthi được chỉ định là một tổ chức khủng bố.

### Châu Á

#### Trung Quốc, Đài Loan và Biển Đông
Biden đã chỉ trích Trung Quốc là "độc tài sâu sắc", "đánh cắp hơn 1 triệu" công việc sản xuất từ người Mỹ, vi phạm các quy định thương mại quốc tế, trợ cấp không công bằng cho các tập đoàn Trung Quốc và đánh cắp tài sản trí tuệ từ các công ty Mỹ và phân biệt đối xử với họ. Thuế quan mà Trump áp đặt đối với Trung Quốc sẽ vẫn được giữ nguyên. Janet Yellen cho biết chính quyền sẽ sử dụng "đầy đủ các công cụ" của Hoa Kỳ để chống lại các hành vi "lạm dụng" của Trung Quốc. Antony Blinken, cho rằng cách tiếp cận diều hâu của chính quyền Trump, mô tả Trung Quốc là một "chế độ chuyên quyền về kỹ thuật" tìm kiếm sự thống trị thế giới. Blinken bày tỏ mong muốn chào đón những người tị nạn chính trị từ Hồng Kông. Ông cũng tuyên bố rằng chính quyền Biden cam kết bảo vệ Đài Loan sẽ "chắc chắn tồn tại", và một cuộc tấn công của CHND Trung Hoa vào hòn đảo này "sẽ là một sai lầm đáng tiếc về phía họ".
Vào ngày 20 tháng 1 năm 2021, khoảng thời gian lễ khánh thành Biden, Trung Quốc công bố các biện pháp trừng phạt đối với Mike Pompeo và 27 cựu quan chức khác từng làm việc dưới thời Tổng thống Trump. Người phát ngôn của Hội đồng An ninh Quốc gia Biden gọi các biện pháp trừng phạt là "không hiệu quả và mang tính hoài nghi." Điều này xảy ra sau khi Pompeo, người từng là Ngoại trưởng dưới thời Donald Trump, chính thức tuyên bố rằng Trung Quốc đang thực hiện tội ác diệt chủng đối với người Duy Ngô Nhĩ, điều mà chiến dịch Biden đã nói trước đó nửa năm trong một tuyên bố vào tháng 8 năm 2020.